# Théorème de Stokes
 (11 décembre 2017).
 (décembre 2017).
Si vous disposez d'ouvrages ou d'articles de référence ou si vous connaissez des sites web de qualité traitant du thème abordé ici, merci de compléter l'article en donnant les références utiles à sa vérifiabilité et en les liant à la section « Notes et références ».
Pour les articles homonymes, voir Stokes.

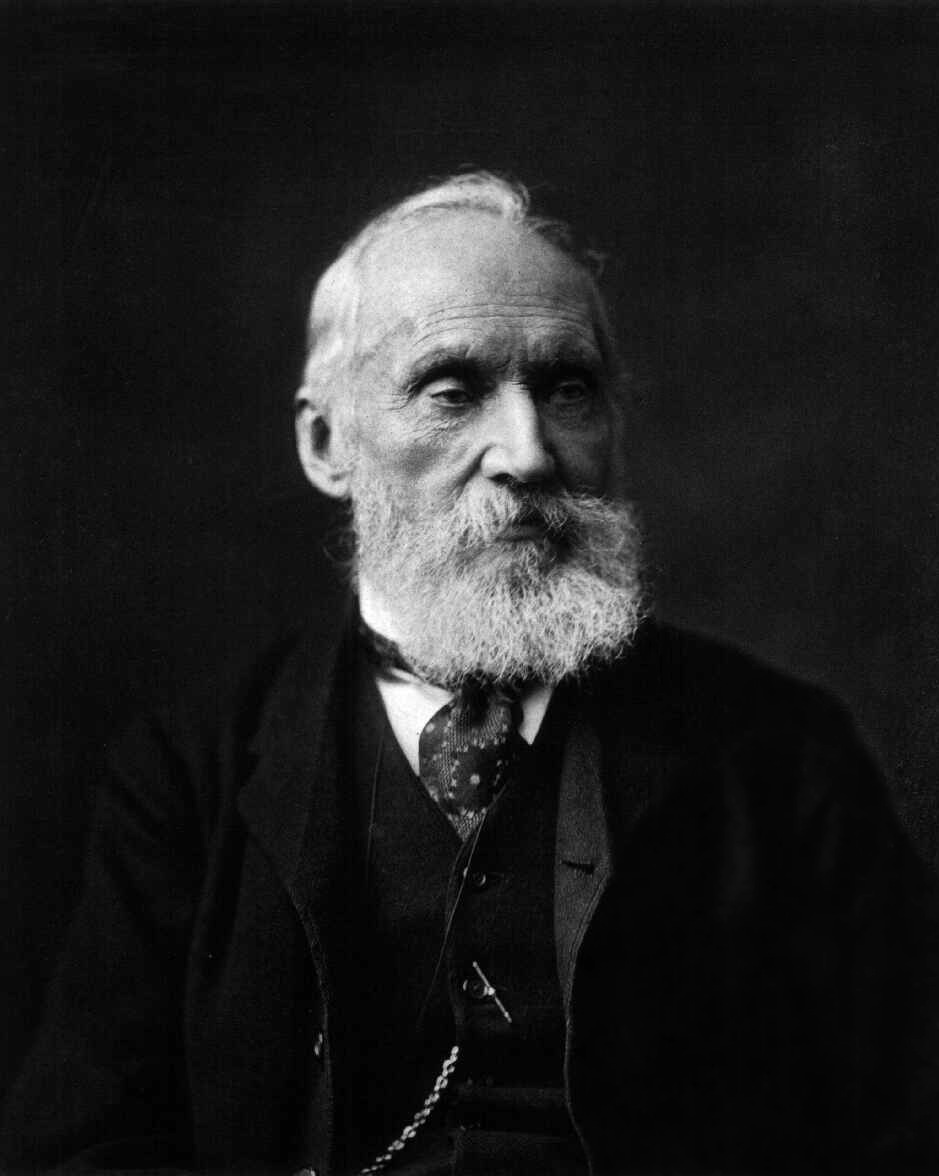
William Thomson (Lord Kelvin).

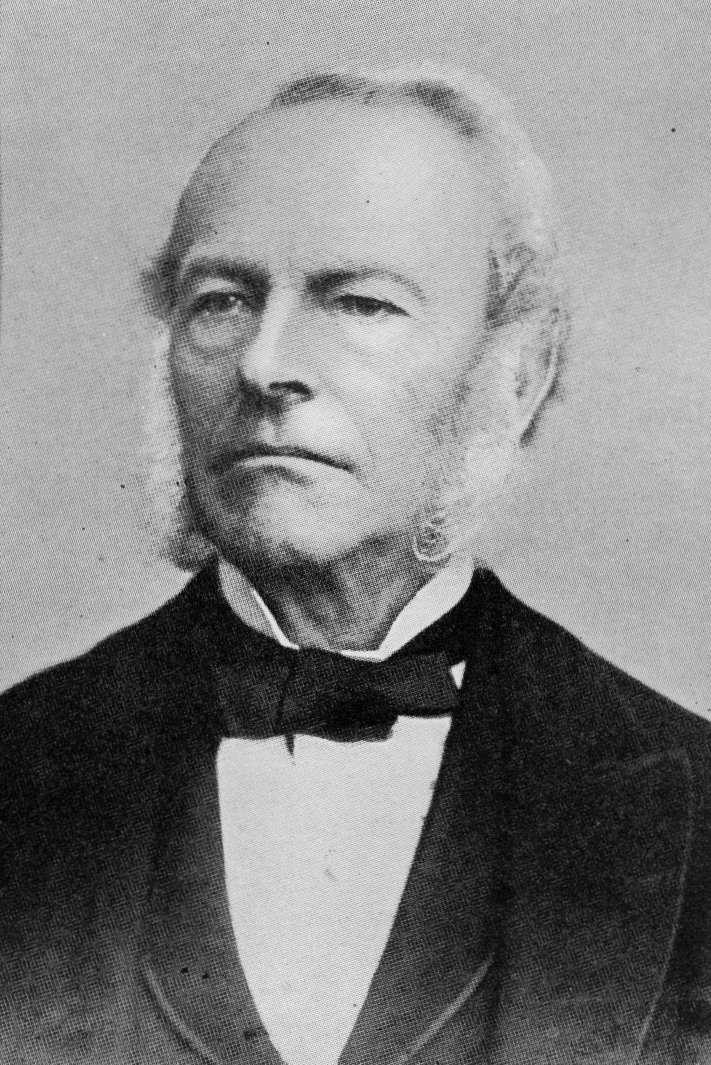
George Stokes.

En mathématiques, et plus particulièrement en géométrie différentielle, le théorème de Stokes (parfois appelé théorème de Stokes-Cartan) est un résultat central sur l'intégration des formes différentielles, qui généralise le second théorème fondamental de l'analyse, ainsi que de nombreux théorèmes d'analyse vectorielle. Il possède de multiples applications, fournissant ainsi un formulaire qu'utilisent volontiers physiciens et ingénieurs, particulièrement en mécanique des fluides.
Le théorème est attribué à Sir George Gabriel Stokes, mais le premier à  démontrer ce résultat est en réalité le scientifique russe Ostrogradsky qui le présenta à Paris dans les années 1820. Lord Kelvin le redécouvrit 20 ans plus tard à Cambridge et en énonça un résultat particulier pour le rotationnel d'un champ de vecteurs. Le mathématicien et le physicien entretiennent à ce sujet une correspondance active de 1822 à 1853. Ce résultat est parfois appelé « théorème de Kelvin-Stokes », ou parfois simplement théorème de Stokes, ce qui est une erreur historique, même pour  le cas particulier du théorème concernant la circulation du rotationnel, qu'on trouvera décrite dans le paragraphe concernant le sens physique du théorème.

## Énoncé et démonstration
Théorème de Stokes, — Soit M une variété différentielle à bord, orientée de dimension n, et ω une (n–1)-forme différentielle à support compact sur M de classe C1. Alors, on a :
où d désigne la dérivée extérieure, ∂M le bord de M, muni de l'orientation induite, et {\displaystyle i^{*}\omega =\omega |_{\partial M}} la restriction de ω à ∂M.
La démonstration actuelle demande de disposer d'une bonne définition de l'intégration ; son  apparente simplicité est trompeuse.
L'idée est d'utiliser une partition de l'unité adaptée au problème dans la définition de l'intégrale d'une forme différentielle, et de se ramener à un cas presque évident.
Soit {Ui}I un recouvrement localement fini de M par des domaines de cartes locales {\displaystyle \phi _{i}:U_{i}\rightarrow \phi _{i}(U_{i})\subset \mathbb {R} ^{n}}, telles que :
Introduisons χi une partition de l'unité subordonnée à {Ui}. Comme le support de ω est fermé, la forme différentielle ω s'écrit :
où la sommation est à support fini. Posons {\displaystyle \beta _{i}=\phi _{i}^{*}\left[\chi _{i}\omega \right]}, forme différentielle à support compact de M' = ℝ+×ℝn–1. La restriction {\displaystyle \phi _{i}|_{\partial M}} est un difféomorphisme sur son image préservant les orientations induites. On a donc :
Comme ϕi* commute avec l'opérateur de différentiation d, on a :
Par sommation, le théorème de Stokes est démontré une fois établi le cas particulier M' = ℝ+×ℝn–1.
Une (n-1)-forme ω sur M' = ℝ+×ℝn–1 s'écrit :
où le chapeau désigne une omission. On trouve alors :
Le théorème de Fubini donne :
L'hypothèse que la forme ω est à support compact permet alors de finir le calcul, car les termes {\displaystyle \textstyle \int _{\mathbb {R} }{\frac {\partial f_{i}}{\partial x_{i}}}\mathrm {d} x_{i}} pour i ≥ 2 sont tous nuls :
d'où le résultat.

## Théorème fondamental de l'intégration
Si f est une fonction C∞ de la variable réelle, alors f est une forme différentielle de degré zéro, dont la différentielle est f'(x) dx. 
Le bord orienté de [a , b] est {b} – {a} (extrémité avec l'orientation + et origine avec l'orientation –), quelles que soient
les valeurs relatives de a et b.
La formule de Stokes donne dans cette situation :
En fait, le théorème de Stokes est la généralisation de cette formule aux dimensions supérieures. La difficulté se trouve bien davantage dans la mise en place du bon cadre (formes différentielles, variétés à bord ou éventuellement plus générales, orientations) que dans la démonstration, qui repose sur le second théorème fondamental de l'analyse et un argument de partition de l'unité.

## Formule de Green-Riemann
Soit U un domaine compact lisse de ℝ2 et α = f dx + g dy une 1-forme différentielle sur ℝ2. Alors, la formule de Stokes s'écrit :
La formule de Green-Riemann est utilisée en géométrie pour démontrer l'inégalité de Poincaré.

## Formule d'Ostrogradski
Soit K un domaine compact à bord lisse de ℝ3 et posons ω = dx ∧ dy ∧ dz une forme volume sur ℝ3. Si X est un champ de vecteurs sur un voisinage ouvert de K, alors sa divergence div(X) vérifie
où ιXω désigne le  produit intérieur de ω par X. La formule de Stokes s'écrit alors
soit, dans les coordonnées où X = (f, g, h),

## Sens physique de la formule de Stokes
Notons {\displaystyle \mathrm {d} {\vec {S}}} le champ de vecteurs normal sortant d'un domaine U relativement compact à bord régulier.
Soit X un champ de vecteurs défini au voisinage de l'adhérence de U. On définit la forme surfacique sur ∂U par :
On définit le flux de X par :
La formule d'Ostrogradski se réécrit alors :
Soit ∂S une courbe fermée orientée dans ℝ3, S une surface orientée dont le contour est ∂S. L'orientation de ∂S est induite par l'orientation de S.
Si le champ vectoriel {\displaystyle {\vec {V}}} admet des dérivées partielles continues, alors :
où {\displaystyle \mathrm {d} {\vec {l}}} est le vecteur directeur de la courbe en tout point, {\displaystyle {\overrightarrow {\mathrm {rot} }}\ {\vec {V}}={\vec {\nabla }}\wedge {\vec {V}}} le rotationnel de {\displaystyle {\vec {V}}}, et {\displaystyle \mathrm {d} {\vec {S}}} le vecteur normal à un élément de surface infinitésimal dont la norme est égale à la surface de l'élément.
Son application directe est le théorème d'Ampère (on l'applique au champ magnétique). De même, le théorème de flux-divergence  permet notamment de retrouver la version intégrale du théorème de Gauss en électromagnétisme.

## Application à l'homologie
La formule de Stokes est utilisée pour démontrer le théorème de dualité de De Rham.
Elle permet aussi de démontrer le lemme de Poincaré. Ce dernier s'avère d'une grande utilité pour comprendre les isotopies en homologie. Il est aussi utilisé notablement dans la preuve du théorème de Darboux en géométrie symplectique.